# Derby della Costa Azzurra
Il derby della Costa Azzurra (in francese Derby de la Côte d'Azur) è la sfida calcistica tra la squadra francese del Nizza e il Monaco, squadra affiliata, come la prima, alla Federazione calcistica della Francia. È il più importante derby della Costa Azzurra.

## Caratteristiche della rivalità
La prima partita tra i due club, le cui città di riferimento distano solo 20 km, risale nel 1953, con vittoria dei nizzardi. Da quel momento le due compagini si sono affrontate varie volte, solo in Ligue 1.
Come avviene per la maggior parte dei derby, la rivalità tra Monaco e Nizza non è strettamente geografica. Le due squadre si sono ritrovate di fronte numerose volte nel campionato di Ligue 1, la massima serie francese, ma fu molto seguita anche la sfida della Coppa Gambardella dell'11 marzo 2012 tra le due squadre, incontro seguito da oltre mille spettatori allo stadio della Plaine du Var e sospeso dopo appena dieci minuti di gioco a causa del lancio di fumogeni da parte dei sostenitori del Nizza. Il match terminò con venti minuti di ritardo, con il risultato di 2-1 per il Nizza, che eliminò i detentori della coppa per poi vincere il trofeo qualche settimana più tardi.

## Cinema
La contrapposizione tra le due squadre viene rappresentata nel film comico francese Les Tuche, uscito nel 2011. Nella pellicola, l'attore Jean-Paul Rouve interpreta Jeff Tuche, che gestisce una scuola calcio a Nizza e, dopo aver vinto 100 milioni di euro alla lotteria, si trasferisce nel Principato di Monaco, dove diviene allenatore della squadra dei pulcini del Monaco. In una scena del film si gioca la partita Monaco-Nizza: i ragazzini monegaschi, in svantaggio per 0-7 alla fine del primo tempo, vengono motivati dall'allenatore anche con parole oltraggiose nei confronti dei nizzardi e riescono, nel secondo tempo, a rimontare, concludendo la partita con una vittoria per 8-7. Durante la partita vengono inquadrati i genitori dei giovani calciatori, presenti sugli spalti dello stadio: mentre gli adulti nizzardi gridano insulti all'indirizzo dei monegaschi, questi ultimi osservano con stupore; l'immagine che viene data è di una Nizza popolare contro un Principato di Monaco borghese.

## Statistiche

### Bilancio complessivo
Aggiornato nell'ottobre 2023.
|                       | Totale | Vittorie Nizza | Pareggi | Vittorie Monaco |
| --------------------- | ------ | -------------- | ------- | --------------- |
| Ligue 1               | 101    | 31             | 26      | 45              |
| Ligue 2               | 2      | 1              | 1       | 0               |
| Coupe de France       | 16     | 3              | 4       | 9               |
| Coupe de la Ligue     | 3      | 1              | 0       | 2               |
| Trophée des Champions | 1      | 0              | 0       | 1               |
| Totale                | 123    | 36             | 31      | 57              |